# アレクサンダー大王 (映画)
『アレクサンダー大王』（ギリシャ語: Μεγαλέξαντρος；英題: Alexander the Great）は1980年のギリシャ・イタリア・西ドイツ合作映画。テオ・アンゲロプロス監督。出演はオメロ・アントヌッティ、エバ・コタマニドゥ、グリゴリス・エバンゲラトス、ミハリス・ヤナトスなど。
古代のアレクサンダー大王ではなく、その名で呼ばれる19世紀末ギリシャの山賊を主人公にした作品である。1980年の第37回ヴェネツィア国際映画祭 審査員特別賞・国際映画批評家連盟賞受賞、キネマ旬報ベストテン外国後映画部門5位。
上映時間は当初3時間55分だったが、現在流通しているDVD等は3時間28分の短縮版である。

## キャスト
- アレクサンダー大王：オメロ・アントヌッティ
- The Stepdaughter：エバ・コタマニドゥ
- 先生：グリゴリス・エバンゲラトス
- The Guide：ミハリス・ヤナトス
- ジェレピス：クリストフォロス・ネゼル